# The Who by Numbers
| 전문가 평가                       | 전문가 평가 |
| 평가 점수                         | 평가 점수   |
| 출처                              | 점수        |
| --------------------------------- | ----------- |
| AllMusic                          | [ 1 ]       |
| Christgau's Record Guide          | B+          |
| The Encyclopedia of Popular Music | [ 3 ]       |
| MusicHound Rock                   | 4/5         |
| The Rolling Stone Album Guide     | [ 5 ]       |
| Tom Hull                          | B           |

《The Who by Numbers》는 1975년 10월 3일, 영국에서 폴리도르 레코드를 통해, 1975년 10월 25일, 미국에서 발매된 영국의 록 밴드 더 후의 일곱 번째 스튜디오 음반이다. 이 음반은 《빌리지 보이스》 패즈 & 잡 비평가 여론 조사에서 올해의 10번째 음반으로 선정되었다.

## 음반 커버
음반 커버는 존 엔트위슬이 그렸다. 1996년, 커버에 대한 질문을 받았을 때, 그는 대답했다. "첫 번째 작품은 제가 돈을 받지 못한 《The Who by Numbers》 커버입니다. 그래서 저는 이제 돈을 받을 것입니다. 우리는 교대로 커버를 씌웠습니다. 피트가 나보다 먼저 할 차례였고 우리는 《Quadrophenia》 커버를 제작했습니다. 그 당시 작은 집 한 채와 거의 비슷한 가격이었죠. 약 16,000 파운드 정도였죠. 제 보험료는 32파운드였습니다."

## 리마스터 및 재발행
1996년 리마스터는 존 애슬리에 의해 리믹스되었다. 리마스터에서, 〈They Are All in Love〉의 끝에는 〈Blue, Red and Grey〉가 교차되어 있다. 오리지널 음반에는 이 크로스페이드가 수록되지 않았다.
2011년 12월 24일, 이 음반은 일본에서 오리지널 믹스를 사용하여 리마스터되고 재발매되었다. 이전 판의 라이브 보너스 트랙이 재발행에 포함되었다. 그 포장은 그 음반의 오리지널 바이닐을 복제했다.

## 곡 목록
모든 곡들은 특별한 언급이 없는 한 피트 타운젠드에 의해 작사/작곡하였다.
| #  | 제목                        | 재생 시간 |
| -- | --------------------------- | --------- |
| 1. | 〈Slip Kid〉                | 4:29      |
| 2. | 〈However Much I Booze〉    | 5:03      |
| 3. | 〈Squeeze Box〉             | 2:41      |
| 4. | 〈Dreaming from the Waist〉 | 4:08      |
| 5. | 〈Imagine a Man〉           | 4:00      |

| #  | 제목                     | 작사·작곡   | 재생 시간 |
| -- | ------------------------ | ----------- | --------- |
| 1. | 〈Success Stor〉         | 존 엔트위슬 | 3:20      |
| 2. | 〈They Are All in Love〉 |             | 3:00      |
| 3. | 〈Blue, Red and Grey〉   |             | 2:47      |
| 4. | 〈How Many Friends〉     |             | 4:06      |
| 5. | 〈In a Hand or a Face〉  |             | 3:25      |